# Uncula
Uncula is een geslacht van vlinders van de familie spinneruilen (Erebidae).

## Soorten
- U. herbaria Swinhoe, 1886
- U. lunata Lower, 1903
- U. tristigmatias (Hampson, 1902)